# Goranci
Goranci är ett samhälle i Bosnien och Hercegovina.   Det ligger i entiteten Federationen Bosnien och Hercegovina, i den södra delen av landet, 70 km sydväst om huvudstaden Sarajevo. Goranci ligger 703 meter över havet och antalet invånare är 181.
Terrängen runt Goranci är varierad.Runt Goranci är det ganska tätbefolkat, med 93 invånare per kvadratkilometer.. Närmaste större samhälle är Mostar, 10,3 km sydost om Goranci.
Omgivningarna runt Goranci är en mosaik av jordbruksmark och naturlig växtlighet.